# فابیو تینازی
فابیو تینازی (انگلیسی: Fabio Tinazzi؛ زادهٔ ۱ ژانویهٔ ۱۹۸۳) بازیکن فوتبال اهل ایتالیا است.
از باشگاه‌هایی که در آن بازی کرده‌است می‌توان به باشگاه فوتبال پروجا، باشگاه فوتبال آ.اس. رم، باشگاه فوتبال بوتو پلوودیو، و باشگاه فوتبال رجانا اشاره کرد.